# Asociación Sureña de Balonmano
La Asociación Sureña de Balonmano, más conocida como ASBal, es una asociación que controla y regula el balonmano en la zona sur del Gran Buenos Aires.

## Historia
A partir de las diferencias producidas entre los clubes del sur del Gran Buenos Aires con la FEMEBal (por motivos financieros Y estructurales), fue que el licenciado Mario Moccia propuso la fundación de la ASBAL.
Entonces al sexto día del mes de mayo de 1996, a través de una asamblea se concretó oficialmente la creación de la ASBAL , con Moccia como conformante de la Primera Comisión Ejecutiva con votos por decisión unánime. También dicha comisión fue integrada por el profesor Sergio González (estatuto e inscripción).
A mediados de 1996 en la calle 9 de julio de 1459 de "Lanús Este" se produjo el primer torneo, afiliándose oficialmente también a la Confederación Argentina de Handball.

## Clubes afiliados
- Actualizado en 2017[3]

| Club Tipo de cancha. Contacto | Dirección |
| 1° de Mayo Cancha: Cubierta 6 Jugadores Contacto: Julieta Gioia | M. Castro 2662 - Remedios de Escalada                                                                         |
| 25 de Mayo Cancha: Descubierta 6 Jugadores Contacto: Liliana Santillan | Roque Cisterna (ex Comand. Franco) 3441 – Bernal Oeste – 4270-7113                                            |
| Alumni Cancha: Descubierta 6 Jugadores Contacto: Florencia Comito | Agüero 240 - Turdera - 4298-6859                                                                              |
| Ameghino Cancha: Descubierta 6 Jugadores Contacto: Ayelen Desiderio | Guido y Oyuela - Lanús Este - 4246-2766                                                                       |
| Arsenal de Sarandí Cancha: Cubierta y Descubierta 7 Jugadores Contacto: Romina Carbonell | Julio Grondona 3660 – Sarandí – 4204-0755                                                                     |
| Club Atlético Independiente Cancha: Descubierta 6 Jugadores Contacto: Juan Carlos Vazquez | San Lorenzo 754 (Club Sudamérica) - Sarandi                                                                   |
| Club Atlético Monte Grande Cancha: Cubierta 6 Jugadores Contacto: Lorena Diaz Araoz | H. Yrigoyen 77 - Mte. Grande - 4290-1906                                                                      |
| Club Social y Deportivo Hogar Paraguayo Cancha: Descubierta 6 Jugadores Contacto: Melanie Waczyñski                                                                                                   | Calle 8 N° 3475 (entre 134 y 136) - Berazategui                                                               |
| Club Sococial y Atlético Ezeiza Cancha: Cubierta 6 Jugadores Contacto: Samanta Streri | Ramos Mejía esq. Rivas – Ezeiza                                                                               |
| Claridad Cancha: Descubierta 6 Jugadores Contacto: Veronica Bogdanoff | Talcahuano 2949 - Lanús Oeste                                                                                 |
| Col. M. Belgrano Cancha: Descubierta 6 Jugadores Contacto: Sebastian Lavorante | Batalla El Callao 133 - Florencio Varela - 4237-0081                                                          |
| Colegio Salotti Cancha: Cubierta 7 Jugadores Contacto: Claudio Lagana | L. Alonso 1881 (ex calle 30) - Guernica                                                                       |
| Cooperarios Cancha: Cubierta 6 Jugadores Contacto: Susana Piñeiro | Andrade 3052 - Quilmes - 4200-2268                                                                            |
| Cultural Cancha: Cubierta 6 Jugadores Contacto: Romina Cabrera | Avenida Belgrano 3470 - Sarandí                                                                               |
| Defensores de Banfield Cancha: Descubierta 6 Jugadores Contacto: Ailin Di Prinzio | José María Penna 1610 – Banfield Oeste – 4242-7994                                                            |
| Defensores de Glew Cancha: Descubierta 7 Jugadores Contacto: Macarena Lopez - Ariel Vanini | Sarmiento y Soldi - Glew – 02224-42-0401                                                                      |
| Deportivo del Sud Cancha: Cubierta 6 Jugadores Contacto: Karina Genko | Genera. Pico 819 - Villa Dominico - 4207-9575                                                                 |
| El Porvenir Cancha: Descubierta 6 Jugadores Contacto: Ester Pereyra | Ituzaingó 1760 - Temperley – 4264-9132                                                                        |
| Esperanza Cancha: Descubierta 6 Jugadores Contacto: Mariana Ravallo (Damas) - Juan Pablo Noli (Caballeros)                                                                                            | Magán y Agüero - Sarandí                                                                                      |
| Fomento Darwin Cancha: Cubierta 6 Jugadores Contacto: Fernando Ganduglia | Darwin 1736 - Villa Fiorito                                                                                   |
| Juventud Unida Cancha: Cubierta 6 Jugadores Contacto: Mauro Balistrieri | Molinedo 1190 - V. Alsina                                                                                     |
| La Paz Cancha: Descubierta 6 Jugadores Contacto: Nadia Ibañez | Calle 892 (esq, 806) - Solano                                                                                 |
| Las Brisas Cancha: Cubierta 6 Jugadores Contacto: Maria E. Alvarez | Dirección: Fonrouge 1783 (alt. Cerrito al 2200) - Lomas de Zamora                                             |
| Los Andes (Damas) Cancha: Cubierta 6 Jugadores Contacto: Vanesa Luna Los Andes (Caballeros) Cancha: Descubierta y Semi Cubierta 6 Jugadores Contacto: Vanesa Luna                                     | H. Yrigoyen 9549 – Lomas de Zamora Santa Fé 160 (esq. Portela) – Lomas de Zamora – 4282-6197                  |
| Municipalidad Esteban Echeverría (Damas) Cancha: Descubierta 6 Jugadores Contacto: Damian Palacio Municipalidad Esteban Echeverría (Caballeros) Cancha: Cubierta 7 Jugadores Contacto: Damian Palacio | Reconquista y Alvear (C. Santa Rosa) – Monte Grande Origone y Bvar. Bs. As. (Col. Nac. Unidas) - Monte Grande |
| 'Polideportivo Zeus' Cancha: Cubierta 7 Jugadores Contacto: Leila Sánchez | Dirección: Uspallata 3198 - Glew - 0222-443-1881                                                              |
| Progreso Cancha: Descubierta 6 Jugadores Contacto: Bárbara Vargas | Guido y Kloosterman - Monte Chingolo                                                                          |
| Progreso Adrogue Cancha: Descubierta 6 Jugadores Contacto: Magali Dianelli | Amenedo 81 - Adrogué - 4214-0201                                                                              |
| Querandi Cancha: Descubierta 7 Jugadores Contacto: Pablo Lambruschini | Migueletes 2268 - Ciudad Evita - 4487-6477/3821                                                               |
| San Francisco Cancha: Descubierta 6 Jugadores Contacto: Norma Zarate | Calle 148 y 22 - Berazategui                                                                                  |
| Sargento Cabral Cancha: Cubierta 6 Jugadores Contacto: Priscila Garcia | Paris 690 – Banfield Oeste                                                                                    |
| Sportivo Alsina Cancha: Cubierta 6 Jugadores Contacto: Ivana Valenzuela | Choele Choel 739 (esq. Perón) - Valentín Alsina - 4208-4208/9054                                              |
| Sportivo Burzaco Cancha: Descubierta 7 Jugadores Contacto: Leila Garcia | Italia y Lupo (Campo Dep. Inmac.) – Burzaco Oeste – 4299-6696                                                 |
| Club Atlético Talleres Cancha: Cubierta 6 Jugadores Contacto: Beatriz Alvarez | Timote 3401– R. Escalada– 4288-2356                                                                           |
| Unión Vec. Berazategui (Damas) Cancha: Cubierta 7 Jugadores Contacto: Maria Paula Morel Unión Vec. Berazategui (Caballeros) Cancha: Descubierta 7 Jugadores Contacto: Gerardo Torres                  | Ant. Argentina 257 – Ranelah Calle 254 (entre Ant. Argentina y Calle 212) – Berazategui – 4223-1760           |
| Unión del Sur Cancha: Cubierta 6 Jugadores Contacto: Juan Carlos Gómez | Independencia 1650 – Luis Guillon                                                                             |
| Viejo Bueno Cancha: Descubierta 6 Jugadores Contacto: Rocio Cabrera Báez | Montevideo 4900 y Calle 175 - Bernal                                                                          |

## Asociaciones registradas en C.A.H.
Actualizado en 2017
- Federación Metropolitana de Balonmano (Fe.Me.Bal)
- Asociación Pampeana de Balonmano (A.Pa.Bal.)
- Asociación Pehuajense de Balonmano (A.Pe.Bal)
- Asociación Sureña de Balonmano (ASBal)
- Federación Atlántica de Balonmano (Fed.A.Bal)
- Asociación Bahiense de Handball
- Asociación Correntina de Handball (A.Co.Han)
- Federación Rionegrina de Handball
- Federación Neuquina de Balonmano (Fe.Neu.Bal).
- Federación Chubutense de Handball
- Asociación Río Gallegos de Handball
- Asociación Rosarina de Handball (A.R.H.)
- Asociación Santafesina de Handball
- Asociación de Handball del Noreste
- Asociación Salteña de Balonmano
- Federación Jujeña de Handball
- Federación Sanjuanina de Balonmano (Fe.Sa.B)
- Asociación Mendocina de Balonmano (A.Me.Ba)
- Asociación Tucumana de Handball
- Federación Cordobesa de Handball
- Asociación San Luis de Handball
- Asociación del Nordeste de la Prov.de Bs.As AsBalNor
- Asociación de Handball de los Lagos del Sur
- Asociación Atlántica de Balonmano As.A.Bal
- Federación Entrerriana de Handball